# Drocourt (Pas de Calais)
Drocourt és un municipi francès situat al departament del Pas de Calais i a la regió dels Alts de França. L'any 2007 tenia 2.989 habitants.

## Demografia

### Població
El 2007 la població de fet de Drocourt era de 2.989 persones. Hi havia 1.099 famílies de les quals 256 eren unipersonals (80 homes vivint sols i 176 dones vivint soles), 273 parelles sense fills, 476 parelles amb fills i 94 famílies monoparentals amb fills.
La població ha evolucionat segons el següent gràfic:
Habitants censats

### Habitatges
El 2007 hi havia 1.166 habitatges, 1.109 eren l'habitatge principal de la família, 1 era una segona residència i 56 estaven desocupats. 1.076 eren cases i 86 eren apartaments. Dels 1.109 habitatges principals, 658 estaven ocupats pels seus propietaris, 395 estaven llogats i ocupats pels llogaters i 56 estaven cedits a títol gratuït; 42 tenien una cambra, 44 en tenien dues, 70 en tenien tres, 410 en tenien quatre i 543 en tenien cinc o més. 682 habitatges disposaven pel capbaix d'una plaça de pàrquing. A 521 habitatges hi havia un automòbil i a 342 n'hi havia dos o més.

### Piràmide de població
La piràmide de població per edats i sexe el 2009 era:
| Homes | Edats   | Dones |
| ----- | ------- | ----- |
| 0     | 95 o +  | 4     |
| 0     | 90 a 94 | 20    |
| 4     | 85 a 89 | 20    |
| 4     | 80 a 84 | 8     |
| 28    | 75 a 79 | 52    |
| 32    | 70 a 74 | 52    |
| 56    | 65 a 69 | 60    |
| 52    | 60 a 64 | 48    |
| 76    | 55 a 59 | 76    |
| 124   | 50 a 54 | 136   |
| 128   | 45 a 49 | 128   |
| 80    | 40 a 44 | 92    |
| 120   | 35 a 39 | 100   |
| 100   | 30 a 34 | 84    |
| 116   | 25 a 29 | 132   |
| 172   | 20 a 24 | 120   |
| 140   | 15 a 19 | 108   |
| 144   | 10 a 14 | 140   |
| 116   | 5 a 9   | 92    |
| 88    | 0 a 4   | 92    |

## Economia
El 2007 la població en edat de treballar era de 1.965 persones, 1.232 eren actives i 733 eren inactives. De les 1.232 persones actives 1.026 estaven ocupades (595 homes i 431 dones) i 205 estaven aturades (100 homes i 105 dones). De les 733 persones inactives 189 estaven jubilades, 192 estaven estudiant i 352 estaven classificades com a «altres inactius».

### Ingressos
El 2009 a Drocourt hi havia 1.113 unitats fiscals que integraven 2.969,5 persones, la mediana anual d'ingressos fiscals per persona era de 14.032 €.

### Activitats econòmiques
Dels 52 establiments que hi havia el 2007, 1 era d'una empresa alimentària, 1 d'una empresa de fabricació d'altres productes industrials, 11 d'empreses de construcció, 8 d'empreses de comerç i reparació d'automòbils, 2 d'empreses de transport, 4 d'empreses d'hostatgeria i restauració, 3 d'empreses financeres, 2 d'empreses immobiliàries, 3 d'empreses de serveis, 13 d'entitats de l'administració pública i 4 d'empreses classificades com a «altres activitats de serveis».
Dels 12 establiments de servei als particulars que hi havia el 2009, 1 era una oficina de correu, 1 funerària, 1 paleta, 1 guixaire pintor, 3 fusteries, 1 electricista, 1 empresa de construcció, 1 perruqueria, 1 restaurant i 1 agència immobiliària.
Dels 6 establiments comercials que hi havia el 2009, 2 eren botiges de menys de 120 m², 1 una botiga de menys de 120 m², 1 una botiga de roba, 1 una sabateria i 1 una joieria.
L'any 2000 a Drocourt hi havia 4 explotacions agrícoles.

## Equipaments sanitaris i escolars
Els 2 equipaments sanitaris que hi havia el 2009 eren farmàcies.
El 2009 hi havia 2 escoles maternals i 2 escoles elementals.

## Poblacions més properes
El següent diagrama mostra les poblacions més properes.